# 仏向町
仏向町（ぶっこうちょう）は、神奈川県横浜市保土ケ谷区の町名。丁番を持たない単独町名である。住居表示未実施。
2010年12月、西部地区の新興住宅地を中心に住居表示が実施され『仏向西』
として分割されたため、それ以降のデータは仏向西を除いたものとして記載する。

## 地理
保土ケ谷区西部に位置し、面積は1.812km²。面積・人口とも保土ケ谷区最大の町である。
町の北東には相鉄本線が通り、町内に和田町駅がある。南端には横浜新道が通り、星川町と東戸塚駅とを結ぶ路線バスが運行されている。また写真のようにNTTコミュニケーションズのコンクリート製の高さ103mの巨大な無線中継所（mmbi「NOTTV」放送送信所）があり、町のランドマークとなっている。町の中央部を東海道貨物線が通るが、町内には駅は設けられていない。
かつて町の西部には栗田工業横浜研究所や日本カーリット保土ヶ谷工場があったが、栗田工業は1985年に厚木市森の里に移転（現在は閉鎖）、日本カーリットは1995年に群馬県渋川市に移転した。
跡地は新興住宅地として開発されたが、日本カーリット工場跡地の一部が『たちばなの丘公園』として2011年に開園し、操業当時の遺構が保存されている。
市沢・仏向の里山、谷戸の原風景保全に取り組む「ホタルの里水辺愛護会」が、平成13年度国土交通省手づくり郷土賞（地域活動部門）受賞。

### 字名
| - 前耕地（まえごうち） - 北ノ上（きたのうえ） - 神木前（かみきまえ） - 坂本台（さかもとだい） - 行座谷（ぎょうざや） - 矢シ塚（やしつか） - 猪ノ久保（いのくぼ） | - 上原（うえはら） - 向原（むかいはら） - 栗ノ沢（くりのさわ） - 中谷（なかや） - 倉沢（くらさわ） - 外野（そとの） - 横谷（よこや） |

### 地価
住宅地の地価は、2025年（令和7年）1月1日の公示地価によれば、仏向町字横谷1418番17の地点で14万5000円/m²、仏向町字前耕地239番1の地点で21万7000円/m²となっている。

## 歴史

### 町名の由来
町名の由来は、『新編武蔵風土記稿』によれば、仏に供える食物を意味する「佛餉」から来ているとする説がある。

### 沿革
古くは橘樹郡仏向村で、1889年（明治22年）4月1日に坂本村と合併、矢崎村となる。矢崎村は明治42年に保土ケ谷町と合併、保土ケ谷町大字仏向となる。
- 1927年（昭和2年）4月1日に横浜市に編入時に新設。
- 同年10月1日に区制施行により保土ケ谷区に編入された。

### 主な出来事
- 1955年（昭和30年）8月2日 - 日本カーリット工場爆発事故も参照。日本カーリット保土ケ谷工場（1995年に群馬県へ移転）で爆発事故。従業員ら3人が死亡、19人が重軽傷。工場10数棟が損壊。同工場では1958年1月14日にも、2人死亡、15人が重軽傷を負う爆発事故が発生した[12]。

## 世帯数と人口
2025年（令和7年）9月30日現在（横浜市発表）の世帯数と人口は以下の通りである。
| 町丁   | 世帯数    | 人口     |
| ------ | --------- | -------- |
| 仏向町 | 6,362世帯 | 12,497人 |

### 人口の変遷
国勢調査による人口の推移。2015年以降は仏向西を除く。
| 年                 | 人口   |
| ------------------ | ------ |
| 1995年（平成7年）  | 13,131 |
| 2000年（平成12年） | 13,806 |
| 2005年（平成17年） | 13,835 |
| 2010年（平成22年） | 14,921 |
| 2015年（平成27年） | 11,245 |
| 2020年（令和2年）  | 12,693 |

### 世帯数の変遷
国勢調査による世帯数の推移。2015年以降は仏向西を除く。
| 年                 | 世帯数 |
| ------------------ | ------ |
| 1995年（平成7年）  | 4,978  |
| 2000年（平成12年） | 5,464  |
| 2005年（平成17年） | 5,612  |
| 2010年（平成22年） | 6,220  |
| 2015年（平成27年） | 4,861  |
| 2020年（令和2年）  | 5,604  |

## 学区
市立小・中学校に通う場合、学区は以下の通りとなる（2024年11月時点）。
| 番・番地等 | 小学校                 | 中学校                 |
| --- | ---------------------- | ---------------------- |
| 1〜399番地、508〜511番地 552〜554番地、615〜646番地 764〜780番地、822〜836番地 1600番地以降 | 横浜市立坂本小学校     | 横浜市立保土ケ谷中学校 |
| 1518番地〜1561番地の2 1561番地の4〜1599番地 | 横浜市立坂本小学校     | 横浜市立橘中学校       |
| 1006番地の3〜5・8〜終り 1007・1008番地（どちらも国道1号以南） 1009〜1013番地、1307〜1327番地 1328番地（国道1号以南） 1330〜1349番地 1350〜1352番地（国道1号以南） | 横浜市立初音が丘小学校 | 横浜市立橘中学校       |
| 1378〜1380番地まで、1515〜1517番地 1561番地の3 | 横浜市立藤塚小学校     | 横浜市立橘中学校       |
| 400〜507番地、512〜551番地 555〜614番地、647〜763番地 781〜821番地、837〜980番地 984〜996番地、998番地 1001番地〜1003番地の1、1005番地 1007・1008番地（どちらも国道1号以北） 1014〜1306番地、1328番地（国道1号以北） 1329番地、1350〜1352番地（国道1号以北） 1353〜1377番地、1381〜1514番地 | 横浜市立仏向小学校     | 横浜市立橘中学校       |

## 事業所
2021年（令和3年）現在の経済センサス調査による事業所数と従業員数は以下の通りである。
| 町丁   | 事業所数  | 従業員数 |
| ------ | --------- | -------- |
| 仏向町 | 229事業所 | 2,697人  |

### 事業者数の変遷
経済センサスによる事業所数の推移。
| 年                 | 事業者数 |
| ------------------ | -------- |
| 2016年（平成28年） | 176      |
| 2021年（令和3年）  | 229      |

### 従業員数の変遷
経済センサスによる従業員数の推移。
| 年                 | 従業員数 |
| ------------------ | -------- |
| 2016年（平成28年） | 2,090    |
| 2021年（令和3年）  | 2,697    |

## 交通

### 路線バス
かつては横浜新道上に『仏向町』バスストップが存在したが、6車線化工事に伴い廃止された。
- 相鉄バス浜16、19系統：横浜駅西口・和田町駅 - 西原住宅・鶴ヶ峰駅・新桜ヶ丘団地
- 相鉄バス浜17系統：東戸塚駅西口 - （今井IC～横浜新道） - 藤塚町 - 星川ランプ - （横浜新道～今井IC） - 東戸塚駅西口
- 相鉄バス浜18系統：東戸塚駅西口 - （川上IC～横浜新道） - 藤塚町 - 星川ランプ - （横浜新道～川上IC） - 東戸塚駅西口 (始発一本のみ)
- 横浜市営22系統：保土ケ谷駅西口 - 花見台 - 橘中学校 - 仏向町団地 - 和田町駅 - 星川町 - 保土ケ谷駅西口
- 横浜市営22系統：和田町駅 - 仏向地域ケアプラザ - 橘中学校 - 仏向町団地 - 和田町駅

## 公共施設
- 横浜市立橘中学校
- 横浜市立仏向小学校
- むかいはら幼稚園
- 岩崎学園附属幼稚園
- 特別支援教育総合センター
- 横浜市水道局西谷浄水場分庁舎

## その他

### 日本郵便
- 郵便番号 : 240-0044[3]（集配局：保土ヶ谷郵便局[22]）

### 警察
町内の警察の管轄区域は以下の通りである。
| 番・番地等                                              | 警察署         | 交番・駐在所 |
| ------------------------------------------------------- | -------------- | ------------ |
| 1～950番地 1115～1247番地 1359～1367番地 1431～1655番地 | 保土ケ谷警察署 | 両郡橋交番   |
| 951～1114番地 1248～1358番地 1368～1430番地             | 保土ケ谷警察署 | 花見台交番   |

## 参考資料
- 『県別マップル 神奈川県広域・詳細道路地図』2006年4刷 昭文社 ISBN 9784398626998
- “横浜市町区域要覧” (PDF).   横浜市市民局 (2016年6月). 2023年6月6日閲覧。